# الرماء (لحج)
الرماء هي إحدى قرى الجمهورية اليمنية. وهي تتبع جغرافيًا لمحافظة لحج. وإداريًا لمديرية القبيطة. يبلغ تعداد سكانها 3619 نسمة حسب الإحصاء الذي جرى عام 2004.